# Arboretum du Sarroudier

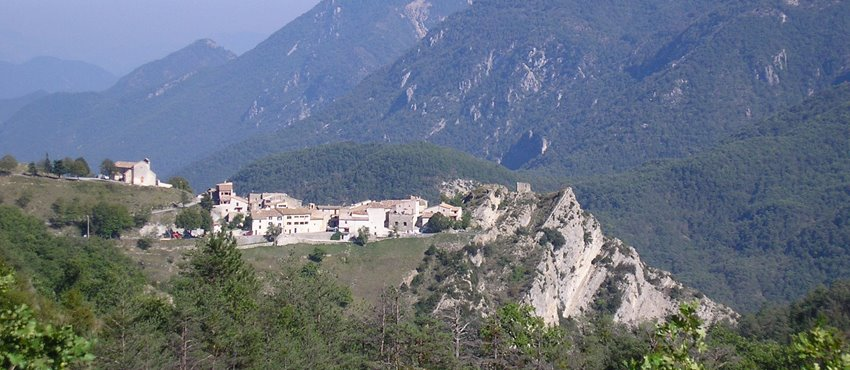
Le village du Mas, (Alpes-Maritimes), où se situe l'arboretum.

L'arboretum du Sarroudier est situé dans la vallée de l’Estéron, à une altitude de 780 mètres. Le domaine du Sarroudier est une ancienne ferme ayant appartenu aux moines de Lérins. Inexploité depuis 1952, celui-ci se situe dans le village du Mas, à 780m d'altitude, sur une surface de plus de 60ha.

## L'objectif
L'objectif est de créer le plus grand arboretum privé de France.
Selon son fondateur, Sauveur Gaëtan Mareschi, « la création d’un arboretum dans ce lieu émane tout d’abord, d’un attrait pour la montagne, les grands espaces et les arbres mais aussi et surtout d’une conscience des dégradations commises ».

Les motivations à la base du projet n'étaient donc pas seulement d'ordre scientifique ou botanique. La prise de conscience écologique est aussi très importante, à ce titre les scolaires peuvent venir visiter, planter des arbres et plantes, participer à l'observatoire des saisons mis en place sur plusieurs années et des chantiers jeunes avec ateliers sur le développement durable et les énergies renouvelables. Les adultes peuvent planter des arbres qui viendront absorber du CO2, gaz à effet de serre et prendre part aux ateliers. D'autre part, l'arboretum du Sarroudier est en lien étroit avec l'Association Arborescence et Vie qui vise à préserver la biodiversité en affirmant son caractère patrimonial.

Enfin un autre but serait à terme de créer, autour de l'arboretum, un lieu de rencontre et de partage ouvert à toute personne attirée par le projet et par la nature. Dans cette optique sont développés l'écotourisme, en accueillant un relais équestre, la culture, avec l'installation d'une maison des artistes, et l'agriculture, via la production de produits de l'agriculture biologique. Une implantation de yourtes est en développement.

## Le domaine
Le domaine du Sarroudier comprend 60ha parmi lesquels 30ha sont réservés à l'arboretum, qui comprend un étang aux canards et ajoute une flore aquatique. Plusieurs espèces d’arbres y trouvent un climat propice à leur développement, notamment le noyer, cultivé autrefois, mais qui a presque disparu pour laisser place aux résineux, surtout le pin sylvestre qui a s'est répandu sur les versants. La préservation de la biodiversité étant un des objectifs principaux, on trouve au total plus de 100 espèces d'arbres différentes.

Dans cette même idée, une superficie de 9 ha attenante à l’arboretum est destinée à la production agricole de légumes anciens mal connus et de fruits de variétés très peu commercialisées. Plusieurs expérimentations viendront se greffer au fur et à mesure du développement, comme la culture de safran par exemple.

## Les animaux de ferme
Des animaux de races protégées sont présents au sein du Sarroudier : moutons de divers pays, ânes, chevaux, lamas, poules, oies, canards, faisans, perdreaux. Un élevage de chèvres Cachemire et Angora est en développement pour la mise en valeur de laines précieuses de production artisanale.